# Korom

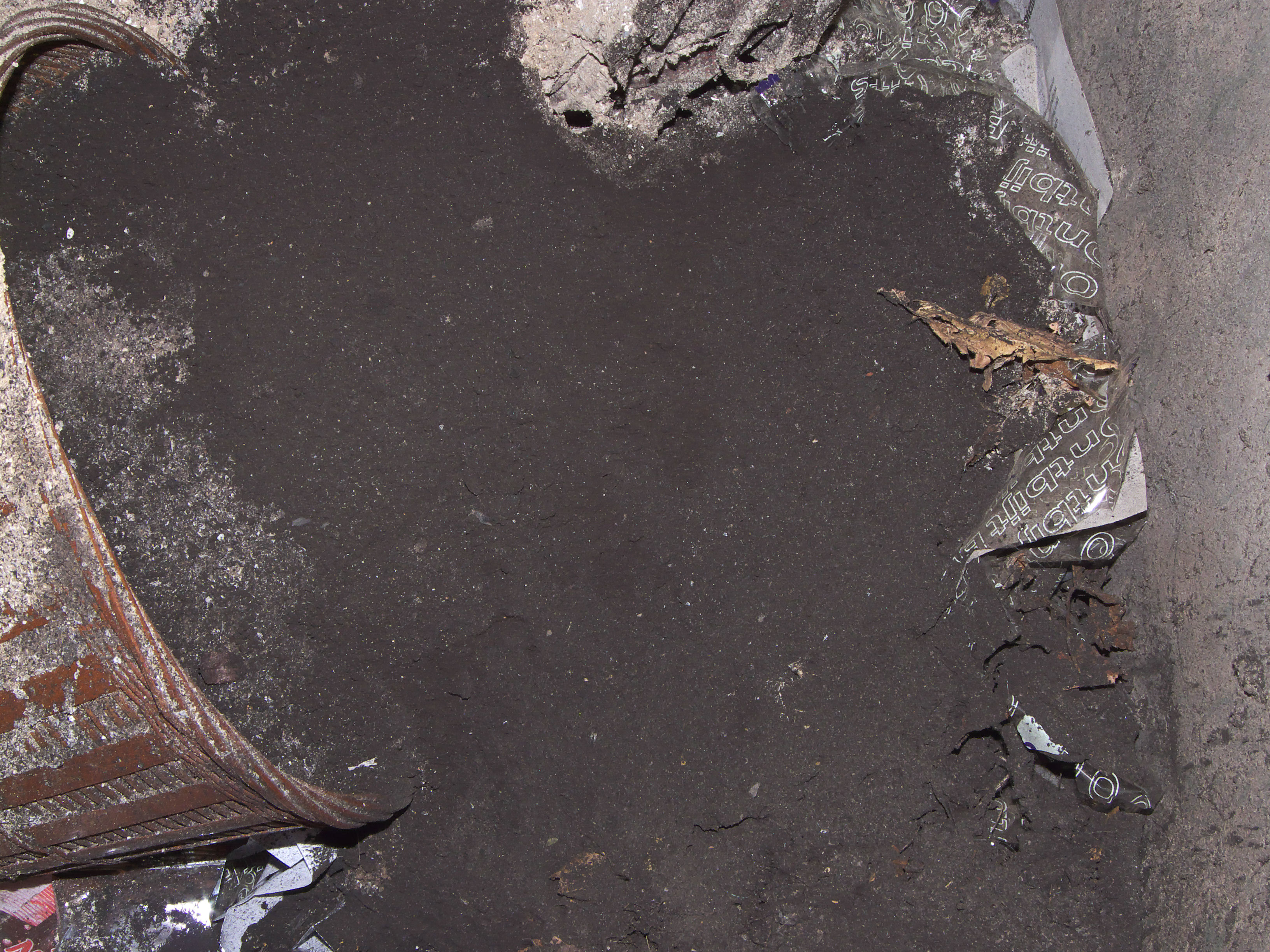
Korom

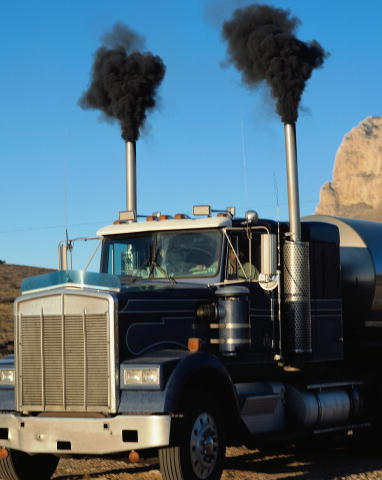
Teherautó koromkibocsátása.

A korom széntartalmú vegyületek tökéletlen égésekor keletkező, fekete színű, por alakú, szilárd halmazállapotú anyag, aminek a fő alkotóeleme a szén. A széntartalom a korom minőségétől és a felhasználási módjától függően 80% és 99,5% között változik. A hétköznapi életben általában a tüzelőberendezések és a belső égésű motorok használata közben találkozunk vele, de például a gumiipar nagy mennyiségben használja, ezért a korom előállítása ipari méretekben is szükséges. Az ipari korom jellemzőit szabványban rögzített minőségi előírások szabályozzák.

## Tulajdonságok
A koromnak az alkalmazási területétől függően változó tulajdonságai lehetnek, melyeket a gyártási eljárás módjának kiválasztásával és a gyártási paraméterek változtatásával be lehet állítani.
A korom kicsi, gömb alakú, úgynevezett elsődleges részecskékből áll, amiknek a mérete általában 10 és 300 nanométer közé esik. (Ez a méret több mint ezerszer kisebb egy hajszál átmérőjénél.) A méretük miatt ezeket a részecskéket nanorészecskéknek nevezzük.
Az elsődleges részecskék láncszerűen, néha összecsomósodva halmazokat alkotnak. Sok ilyen apró halmaz alkotja azt az elegyet, amit koromnak hívunk. A gyártási folyamat körülményeinek változtatásával mind az elsődleges részecskék, mind az ezekből keletkezett halmazok méretét változtatni lehet.
Ilyen kicsi méreteknél már nemcsak a kémiai összetétel, hanem a részecskék mérete és alakja is befolyásolja az elegy tulajdonságait. Ide tartozik annak a szerkezetnek a hatása, ahogyan a szénatomok a maradék szénhidrogén nagy molekuláival összekapcsolódnak. A nanoanyagok optikai, elektromos és mágneses tulajdonságai, sőt a keménység, a szilárdság vagy az olvadáspont is jelentősen eltérhet a nanoanyag alkotóelemeinek makroszkopikus méretekben tapasztalt tulajdonságaitól. A korom különleges tulajdonságai ezen alapulnak.
A korom részecskéinek fajlagos felülete 10 és 1000 m²/g között változik.

## Egészségkárosító hatásai
Az ipari korom, amit megfelelő gyártási körülmények között állítanak elő, gyakorlatilag tiszta szénből áll, így egészségkárosító hatása nincs, vagy a szennyeződésektől függően minimális. Az a korom, ami mint nem kívánt égéstermék jelentkezik az égési folyamat során, például tüzeléskor, vagy belső égésű motor használatakor, már nem ártalmatlan. Viszonylag nagy fajlagos felületén az égési gázok egyes összetevői pirolízis során lecsapódnak vagy a nem tökéletes égés miatt szénhidrogén-származékok tapadnak rá. Az ilyen szennyezett korom rákkeltő hatását állatkísérletekkel bizonyították. A tökéletes égés égésterméke a szén-dioxid (CO2). A korom a nem tökéletes égés folyamán keletkezik a szén-monoxiddal (CO) együtt. Ekkor többciklusos aromás szénhidrogének (arének) is keletkeznek, amik felelősek a rákkeltő hatásért. A régi fűtőberendezésekben a nem tökéletes égés után a gázok lehűlésekor a korom lecsapódik. A kémények belső fala ezért kormozódik. A korom kérdése újra és újra felmerül a közbeszédben is például a gépjárművek károsanyag-kibocsátásáról folytatott vitákban.

## Előállítása
A korom fontos műszaki anyag, ami szénhidrogének nem tökéletes égetésével vagy pirolízisével nagy mennyiségben állítható elő. Az ipari korom gyártása napjainkban csúcstechnológiát igényel, amely alkalmazásával, az égési folyamatok vezérlése által, a kívánt jellemzőkkel bíró korom készül.
Az ipari korom előállításának legelterjedtebb módja az úgynevezett kemenceeljárás. Ez körülbelül az összes gyártókapacitás 95%-át teszi ki. Az eljárás során egy kemencében égő forró (1200-1800 °C-os) gázlángon földgázt vagy más szénhidrogén permetet fúvatnak át, amit azután vízpermettel lehűtenek. A korom szűrőkön, ciklonokon át a silókba kerül.
A kemenceeljárás mellett létezik még csatorna- és termikus eljárás is.

## A korom mint töltőanyag

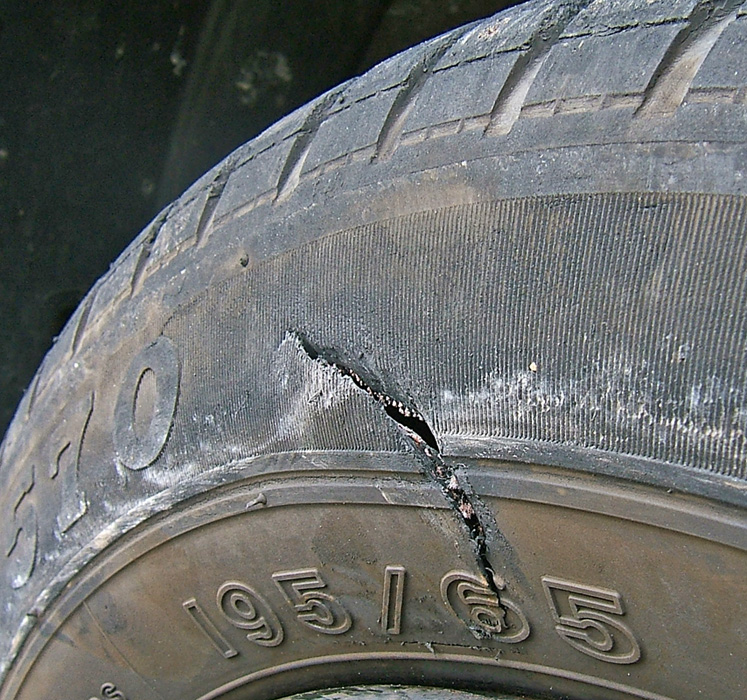
Gumiabroncs

Az ipari korom 90%-át a gumiipar használja töltőanyagként, főleg gumiabroncsok és szállítószalag-hevederek gyártása során. A gumiabroncsok gyártásához körülbelül 40 féle korom készül, amik az abroncsok tulajdonságait befolyásolják. A korom fajtáinak minőségét általában az Amerikai Egyesült Államok ASTM jelű szabványa szerint adják meg. Természetesen léteznek nemzeti szabványok is. Mivel jelentős gyártókapacitás van a kelet-európai országokban (Oroszország, Ukrajna), ezért a GOST szabvány is használatos.
| Megnevezés                      | Rövidítés | ASTM-szabvány szerinti jel | Megjegyzés                               |
| ------------------------------- | --------- | -------------------------- | ---------------------------------------- |
| Super Abrasion Furnace          | SAF       | N 110                      | kopásálló                                |
| Intermediate S.A.F.             | ISAF      | N 220                      | korom a gördülő felület gyártásához      |
| ISAF - Low Modulus              | ISAF-LM   | N 234                      | ISAF változat a jobb utánmunkáláshoz     |
| Super Conductive Furnace        | SCF       | N 294                      | elektromos vezetőképességgel             |
| High Abrasion Furnace           | HAF       | N 330                      |                                          |
| HAF - Low Structure             | HAF-LS    | N 326                      | kevert tulajdonságú gumikhoz             |
| HAF - High Structure            | HAF-HS    | N 347                      | az N 220-hoz hasonló                     |
| Fine Furnace                    | FF        | N 440                      | USA szabvány (Európában nem használatos) |
| Extra Conductive Furnace        | XCF       | N 472                      | már nem használt                         |
| FEF - Low Structure             | FEF-LS    | N 539                      |                                          |
| Fast Extrusion Furnace          | FEF       | N 550                      | felhasználása különböző profiloknál      |
| FEF - High Structure            | FEF-HS    | N 568                      |                                          |
| High Modulus Furnace            | HMF       | N 601                      | USA szabvány (Európában nem használatos) |
| General Purpose Furnace         | GPF       | N 660                      | váz korom                                |
| SRF - Low Modulus, non staining | SRF-LM-NS | N 762                      | színezhető árukhoz                       |
| Semi Reinforcing Furnace        | SRF       | N 770                      |                                          |
| Multi Processing Furnace        | MPF       | N 785                      | ritkán használt                          |
| Fine Thermal                    | FT        | N 880                      | USA szabvány (Európában nem használatos) |
| Medium Thermal                  | MT        | N 990                      | forgalmazása megszűnt                    |

## Elektromosan vezető korom
A vezető kormot az elektromos készülékek gyártásánál használják műanyag, műgyanta vagy kerámia alapú alkatrészek töltőanyagaként. Itt az a szerepe, hogy az általában szigetelő közeget elektromos vezető tulajdonsággal ruházza fel. Általános követelmény az, hogy a fröccsöntési, öntési, alakíthatósági tulajdonságokat ne rontsa. Ezt az elsődleges szemcseméret és az ezekből képződő rögök méretének megválasztásával érik el. Ilyen koromból készített tintával nyomtatott áramköröket is készítenek. A rézfelületre kinyomtatott vonalakat galvanizálják, a szabadon maradt területről pedig lemaratják a felesleges rézbevonatot. Így kialakul a vezető hálózat.

## Festőkorom
A kormot pigmentként is használják nyomtatótintáknál, festékeknél vagy műanyagok színezésekor. A festőkorom olyan finom nanorészecskéket tartalmaz, hogy a barna színárnyalatát elveszíti.

## Fordítás
- Ez a szócikk részben vagy egészben  a   Russ című német Wikipédia-szócikk ezen változatának fordításán alapul.  Az eredeti cikk szerkesztőit annak laptörténete sorolja fel. Ez a jelzés csupán a megfogalmazás eredetét és a szerzői jogokat jelzi, nem szolgál a cikkben szereplő információk forrásmegjelöléseként.